# Saint-Lucien (Québec)
Pour les articles homonymes, voir Saint-Lucien.
Saint-Lucien est une municipalité dans la municipalité régionale de comté de Drummond au Québec (Canada), située dans la région administrative du Centre-du-Québec. En 2024, elle est la 5e municipalité la plus populeuse de la MRC de Drummond.

## Toponymie
La municipalité est nommée en l'honneur de l'abbé Hercule Lucien Léveillé, le curé de la cathédrale de Nicolet à cette époque.

## Histoire

### Début
C'est le 5 décembre 1903 que l'érection canonique de la paroisse de Saint-Lucien est décrétée, détachant alors son territoire des régions de Saint-Frédéric-de-Drummondville, de Sainte-Clothilde-de-Horton et de Saint-Félix-de-Kingsey. Le 23 décembre 1904, a lieu l'érection civile de la paroisse. Le 14 novembre 1907, elle sera nommée municipalité de partie de paroisse de Saint-Lucien. Enfin, en 1912, une intervention législative officialise le nom comme étant la municipalité de la paroisse de Saint-Lucien,.

### Développement économique

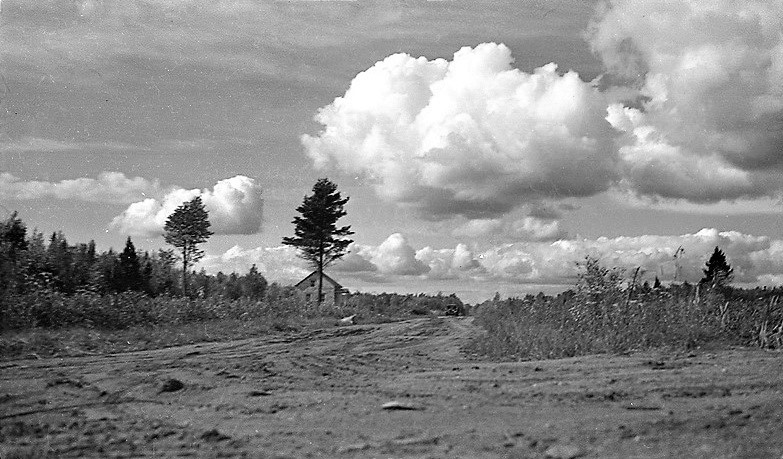
Chemin en construction à Saint-Lucien (1943)

À l'instar de plusieurs autres régions du Québec, à la suite de l'essor du commerce du bois  dans la province après les événements de 1806, Saint-Lucien représente un attrait économique pour certains entrepreneurs à la fin du XIXe siècle. De fait, à cette période, les trois quarts du territoire de la région paroissiale sont exploités par des compagnies forestières. Plusieurs moulins à scie viennent supporter l'industrie au fil du temps, comme celui des Gagnon, incendié en 1910, de Frédéric Talbot dans les années 1920 située dans le 8e rang, aujourd'hui route Talbot, et celui érigé par Camille Talbot dans le 7e rang, en activités seulement l'hiver, qui posséda plusieurs propriétaires. L'agriculture est également l'un des domaines économiques les plus prolifiques de la municipalité paroissiale.

### Éducation

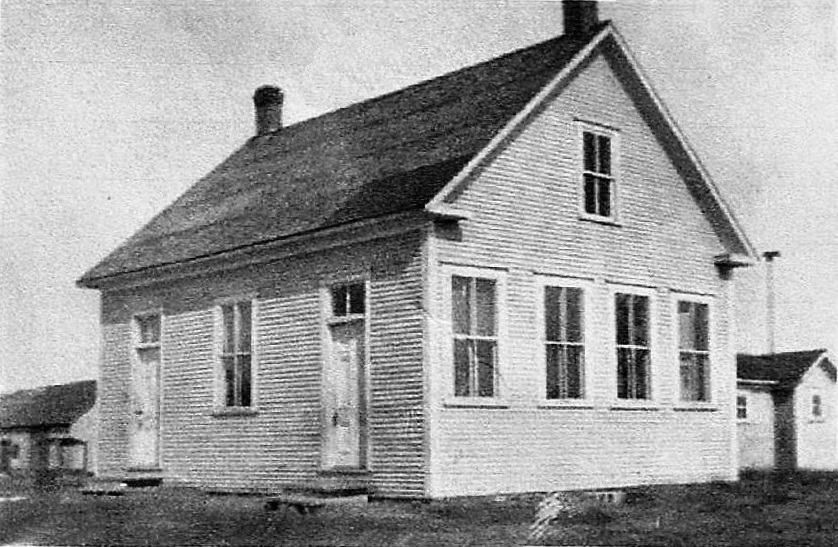
Une école de rang à Saint-Lucien, en 1921

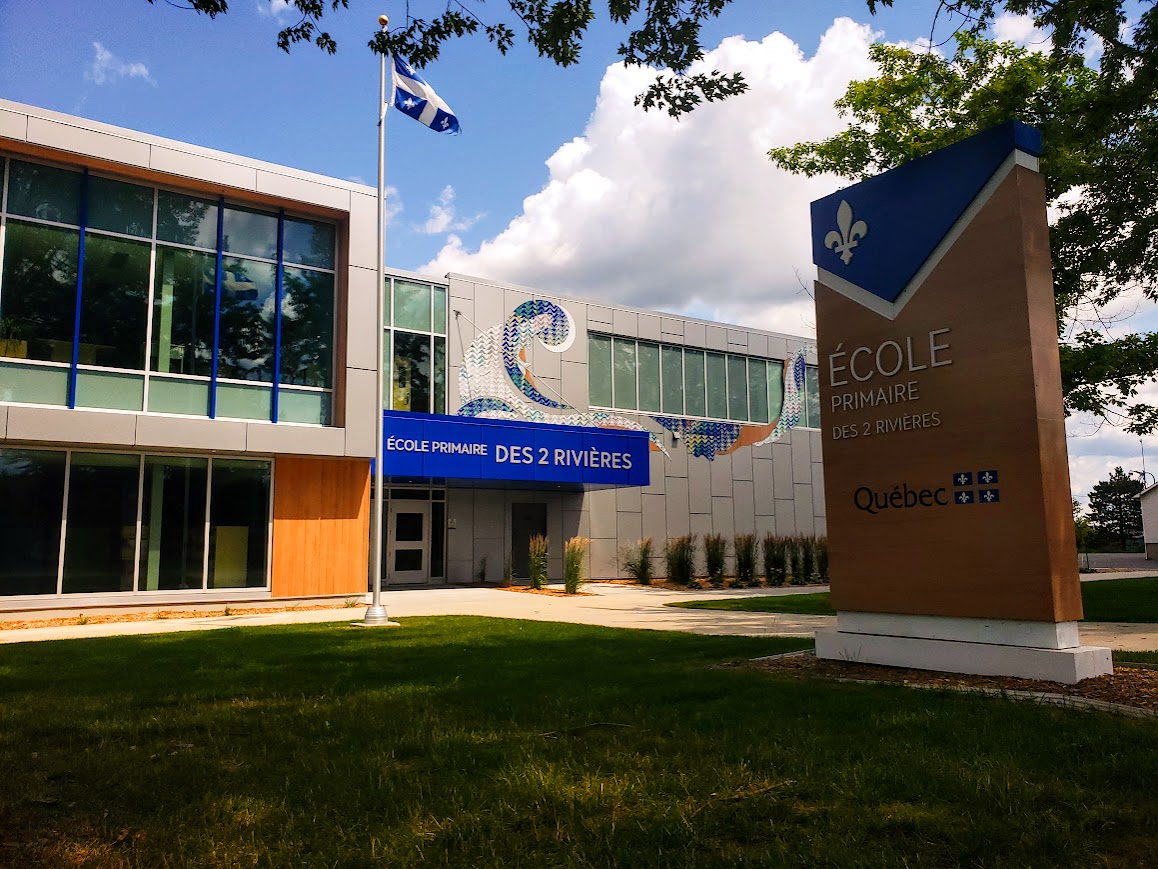
La nouvelle école primaire inaugurée en 2023

L'éducation est, depuis plus d'un siècle, l'un des sujets qui furent les plus mouvementés à Saint-Lucien. Avant l'érection canonique puis civile de la paroisse de Saint-Lucien, les jeunes fréquentaient l'école de rang situé dans le 6e rang de Kingsey, donc dans la région de Saint-Félix-de-Kingsey. Par la suite, plusieurs écoles se sont rajoutés comme le démontrent les cartes topographiques de 1919 qui en présentent quatre. Le village accueille une nouvelle école (appelée « numéro 3 ») au coût de 12 500 $ bâtie par un dénommé H. Lévesque. Après que les Oblates de Marie Immaculée en aient pris la direction en 1953, la municipalité paroissiale l'achète en 1970 afin de la convertir en centre communautaire. En 1958, l'entrepreneur Urbain Houle bâtit une école à la hauteur d'une somme de 49 000 $ (« numéro 2 »). Ainsi, lors de la centralisation scolaire du Québec, l'école numéro 2 et l'école numéro 3 sont toutes deux en fonction, de même qu'une classe temporaire réside au-dessus du magasin général d'Olivier Talbot (5255, 7e rang). Néanmoins, l'école numéro 3 (situé au 5330, 7e rang), subsistera et constituera l'emplacement officiel de l'école de Saint-Lucien. En septembre 1994, la commission scolaire des Chênes ferme l'école afin de poursuivre son objectif d'améliorer les services éducatifs en encourageant la centralisation des élèves. Cependant, à la suite de nombreuses implications de parents et citoyens à l'encontre de cette mesure, l'école rouvre ses portes en septembre 1995 sous forme d'école du ministre, fruit d'une entente entre le Ministère de l'Éducation et la corporation scolaire. Le bâtiment écolier est acheté par la municipalité pour une somme d'un dollar à la Fête nationale du Québec de 1995, et réintègre la commission scolaire des Chênes en 1996. Cependant, le bâtiment désormais qualifié d'École Des 2 Rivières, ainsi que ses employés de soutien, excluant le ou la concierge, sont sous responsabilité de la municipalité de la paroisse de Saint-Lucien. En 2017, un projet d'agrandissement est proposé par l'administration de François Bernard, maire d'un mandat d'un peu moins d'un an, et appuyé par la commission scolaire. Cet investissement estimé à 5 millions de dollars permettrait l'agrandissement de l'espace d'environ 4 fois le volume actuel. En 2018, voyant les difficultés grandissantes, la mairesse Diane Bourgeois rencontre le premier ministre québécois Philippe Couillard ainsi que le ministre de l'Éducation Sébastien Proulx, et en revient aux conclusions que la commission scolaire des Chênes doit racheter l'École Des 2 Rivières. En 2019, la commission scolaire acquiert l'École Des 2 Rivières pour une somme négligeable, et achète simultanément l'école Sainte-Jeanne d'Arc pour 200 000 $ à leurs municipalités propriétaires. En 2020, après avoir présenté un premier plan d'agrandissement de l'école Des 2 Rivières, le désormais dénommé centre de service scolaire des Chênes annonce la démolition du bâtiment actuel et la reconstruction totale d'un nouvel édifice à hauteur de 14,7 millions de dollars. Durant les travaux, les élèves sont relocalisés dans l'église, bâtiment patrimonial racheté par l'administration Bourgeois en 2019, qui fut réaménagée à ces fins. En 2023, la nouvelle école primaire Des 2 Rivières ouvre ses portes : le projet d'une valeur de 17,5 millions de $ permet un espace 6 fois plus grand que la structure précédente. Pour l'occasion, à la rentrée du 29 août 2023, le ministre de l'Éducation du Québec, Bernard Drainville, inaugure l'établissement en personne.

### Municipalité de Saint-Lucien
Le 20 septembre 2012, la municipalité de la paroisse de Saint-Lucien devient officiellement la municipalité de Saint-Lucien. Ce changement est effectué pendant l'administration de Suzanne Pinard Lebeau.

### Histoire récente
Aux élections municipales de novembre 2021, la candidate Maryse Collette défait la mairesse Diane Bourgeois ; sur 778 voix, Collette en remporte 55 % contre 45 % pour Bourgeois. C'est sous son mandat que l'inauguration de la nouvelle école primaire Des 2 Rivières en présence du ministre de l'éducation du Québec, Bernard Drainville, a lieu, projet qui fut amorcé sous l'administration Bourgeois. À la suite de la fin des travaux sur l'école et la délocalisation des élèves, qui furent enseignés pendant plus d'un an dans l'église de la municipalité, l'administration Collette entame le renouvellement de l'église afin d'y déménager la mairie, dont l'emplacement sert maintenant de stationnement pour l'école primaire. Sur un coût de 1,9 million de dollars, Québec contribue à la hauteur de 1,2 million de dollars ; la mairesse Collette souhaite alors « diminuer les impacts financiers à court terme pour ses résidents, [...] garder le taux de taxe le plus bas possible et respecter la capacité de payer des citoyens ». Le conseil y aménage son bureau municipal fin 2023. En décembre 2023, la présentation du budget municipal de 2024 sème la colère de plusieurs Luciennois et Luciennoises. En effet, la hausse de taxes est statuée à 27,5 % par rapport à l'année précédente, de plus que 2023 avait apporté une hausse de 16,67 %, ce qui représente au total une augmentation de 34 % en regard des chiffres de 2022 : un gonflement « non justifiable » selon les citoyens. La municipalité organise donc une séance extraordinaire du conseil afin de régler les différends. Devant une foule de 150 personnes, Saint-Lucien annonce donc que le budget prévoit désormais une augmentation de 5,71 % par rapport à 2023.

## Géographie
La municipalité de Saint-Lucien couvre une superficie de 114,91 km2 et est traversée par deux cours d'eau à ses extrémités nord-est et sud-ouest, soit respectivement La Coulée Naturelle et la rivière Saint-François.

## Démographie
| 1996  | 2001  | 2006  | 2011  | 2016  | 2021  |
| ----- | ----- | ----- | ----- | ----- | ----- |
| 1 220 | 1 273 | 1 508 | 1 584 | 1 647 | 1 801 |

## Administration
Les élections municipales se font en bloc pour le maire et les six conseillers. En cas de démission d'un membre du conseil, des élections partielles sont organisés afin de remplir le siège vacant ; dans le tableau ci-dessous, ces cas particuliers sont inscrits à l'aide d'une police italique.
| Les maires/mairesses de la municipalité de Saint-Lucien de 2001 à 2025                 |                       |
| Mandat                                                                                 | Maire/Mairesse        |
| 2001-2005                                                                              | Lise Larochelle       |
| 2005*-2009                                                                             | Robin Doré            |
| 2009-2016                                                                              | Suzanne Pinard Lebeau |
| 2016-2017                                                                              | François Bernard      |
| 2017-2021                                                                              | Diane Bourgeois       |
| 2021-2025                                                                              | Maryse Collette       |
| *Depuis 2005, les élections sont simultanées dans toutes les municipalités québécoises |                       |

## Culture

### Journalisme
Le p'tit curieux est le titre du journal mensuel qui fait office dans la municipalité de Saint-Lucien depuis 2007. Les collaborateurs sont diverses, mais principalement employés par la municipalité. Un mot du maire ou de la mairesse en titre est toujours adressé au lecteur, en guise d'introduction. Des textes de l'école Des 2 Rivières, de l'Organisation des Terrains de Jeux (Loisirs) de Saint-Lucien, du Cercle des fermières et de la FADOQ sont souvent présentés.

### Horticulture
Normand Francoeur est un artiste reconnu dans le Canada et dans le monde pour ses structures artistiques botaniques.

### Cercle des fermières
Le Cercle des fermières de Saint-Lucien, fondé le 19 octobre 1972, est un organisme féminin à but non lucratif qui promeut la vie communautaire, le bien-être, l'acceptabilité de tous et la promotion du patrimoine culturel et artisanal. En 2022, il fête son 50e anniversaire dans un nouvel édifice construit pour ses membres, la maison Francine Leroux.